# Пенинга (озеро)
Пенинга — озеро на территории Пенингского сельского поселения Муезерского района Республики Карелия.

## Общие сведения
Площадь озера — 4,7 км², площадь водосборного бассейна — 65,5 км². Располагается на высоте 236,9 метров над уровнем моря.
Форма озера лопастная, продолговатая: вытянуто с юго-запада на северо-восток. Водойм состоит из двух плёсов, отделённых друг от друга достаточно узким проливом. Берега изрезанные, каменисто-песчаные, местами заболоченные.
Из юго-западной оконечности озера вытекает река Пенинга, которая, протекая озеро Нижнее, впадает в Лексозеро, откуда через реки Сулу и Лендерку воды в итоге попадают в Балтийское море.
В озере расположены три относительно крупных (по масштабам водоёма) острова без названия.
У юго-западной оконечности озера проходит лесовозная дорога, выходящая к посёлку Мотко, находящемуся южнее озера.
Код объекта в государственном водном реестре — 01050000111102000010694.